# Soltera y madre en la vida
Soltera y madre en la vida es una película cómica española de 1969 dirigida por Javier Aguirre Fernández, con un guion de José Luis Dibildos y Antonio Mingote y protagonizada por Lina Morgan y Alfredo Landa, sobre las relaciones prematrimoniales y el embarazo fuera del matrimonio.

## Argumento
Julita (Lina Morgan) trabaja en una fábrica y mantiene relaciones prematrimoniales con Paco (Alfredo Landa), un mecánico de coches. Un día descubre que está embarazada. Por un lado, Paco no se considera responsable, siguiendo las ideas de un biólogo francés que le cuenta Rufi, un amigo podólogo. De otro su padre Don Ramiro, vigilante de seguridad y de ideas liberales, de repente al conocer la noticia se vuelve ultraconservador y la echa de casa. Para sobrevivir, Julita vive con sus amigas Romy y Anouska y trabaja en un club nocturno, que es frecuentado por Paco y sus amigos. Gracias a la intervención de su amiga Paloma, finalmente Don Ramiro perdona a Julita, y mientras intenta emparejarla con Isacio, su compañero de trabajo. Pero cuando descubre que Paco es el padre de la criatura va a buscarlo con una escopeta, por lo que Paco acaba ayudándola durante el embarazo. Esto los vuelve a unir y finalmente se casan. En la ceremonia está tan cerca de dar a luz que el sacerdote ha de acortar la ceremonia para que no se ponga de parto.

## Reparto
- Lina Morgan - Julita
- Alfredo Landa - Paco
- Manolo Gómez Bur - Don Ramiro
- Laly Soldevila - Romy
- Soledad Miranda - Paloma
- José Sacristán - Mariano
- Gloria Cámara - Anouska
- Blaki - Rufi
- Venancio Muro - Isacio
- Tomás Blanco - Don Anselmo 'Patito'
- Francisco Piquer - Médico
- María Isbert - Doña Nieves
- Mara Laso
- María Elena Arpón - Enfermera

## Premios
En los Premios del Sindicato Nacional del Espectáculo de 1969 Laly Soldevila ganó el premio a la mejor actriz secundaria.